# Lance Hoyt
Lance Wait Hoyt (Hearne (Texas), 28 februari 1977) is een Amerikaans professioneel worstelaar. Hij was actief in het World Wrestling Entertainment (WWE) onder ringnaam Vance Archer en in het Total Nonstop Action Wrestling (TNA) van 2004 tot 2009. Sinds april 2020 komt hij uit voor All Elite Wrestling.

## In worstelen
- Afwerking bewegingen
  - Blackout
  - Boot From Hell
  - The Bull's Eye (2009–huidig)
  - Texas Tornado Slam
  - Texas Tower Bomb (2005–2006)

- Kenmerkende bewegingen
  - Backbreaker drop
  - Big boot
  - Corner–to–corner missile dropkick (2005–2006)
  - Chokeslam
  - Diving clothesline
  - Fallaway slam
  - Moonsault
  - Meerdere suplex variaties
    - Belly to belly
    - German
    - Vertical

  - Neckbreaker
  - Pumphandle slam
  - Scoop powerslam
  - Sidewalk slam

- Managers
  - Allison Danger
  - Christy Hemme

- Worstelaars managed
  - Kid Kash
  - Voodoo Kin Mafia

## Kampioenschappen en prestaties
- American Made Wrestling
  - AMW Heavyweight Championship (1 keer)

- Professional Championship Wrestling
  - PCW World Heavyweight Championship (4 keer)
  - PCW World Tag Team Champion (3 keer)
  - PCW World Television Champion (3 keer)

- Total Nonstop Action Wrestling
  - NWA World Tag Team Championship (2 keer met Kid Kash)

- Wrestling Observer Newsletter awards
  - Worst Worked Match of the Year (2006)

- Andere titels
  - GZW Heavyweight Championship (1 keer)
  - STEW Heavyweight Championship (2 keer)